# Тур'ївське сільське поселення
Ту́р'ївське сільське поселення (рос. Туръевское сельское поселение) — муніципальне утворення у складі Княжпогостського району Республіки Комі, Росія. Адміністративний центр — село Тур'я.
2017 року до складу сільського поселення була включена територія ліквідованого Ветьюського сільського поселення (селище Ветью, присілки Весляна, Євдіно).

## Населення
Населення — 228 осіб (2017, 418 у 2010, 1004 у 2002, 1551 у 1989).

## Склад
До складу поселення входять такі населені пункти:
| Населений пункт    | Населення, осіб (2002) | Населення, осіб (2002) | Населення, осіб (2010) |
| ------------------ | ---------------------- | ---------------------- | ---------------------- |
| Брусничний, селище | 304                    | 161                    | 75                     |
| Весляна, присілок  | 84                     | 41                     | 24                     |
| Ветью, селище      | 772                    | 521                    | 141                    |
| Євдіно, присілок   | 15                     | 9                      | 5                      |
| Коні, присілок     | 86                     | 78                     | 33                     |
| Луг, присілок      | 10                     | 16                     | 20                     |
| Тур'я, село        | 280                    | 178                    | 120                    |